# Мандичевський Порфирій
Порфирій Іванович Мандичевський (1823 — жовтень 1881, Зарваниця) — руський (український) греко-католицький священник, громадський діяч.

## Життєпис
Син греко-католицького священника о. Івана Мандичевського. Після закінчення семінарії, в 1847 році отримав пресвітерські свячення як одружений священник і віразу став адміністратором парафії в с. Залуква біля Галича (1847—1848). У 1848—1853 роках був сотрудником у Зарваниці, а потім парохом у с. Довге (1853—1864).
З 1864 року — парох села Зарваниця (тепер — (Теребовлянський район). Посол Галицького сейму 4-го скликання (1877—1882 роки, обраний в окрузі Теребовля — Золотники, IV курія; входив до складу «Руського клубу», помер напередодні сесії 1882 року). Брат отця Корнила Мандичевського, батько письменника, педагога Євгена Мандичевського.
У 1864 р. підготував книжку «Опис Зарваниці, церкви і розміщених в ній чудотворних образів» (польською мовою).
У 1867 році:
- у складі галицької делегації їздив до Риму на канонізацію блаженного Йосафата Кунцевича, звідти привіз благословення Папи Пія ІХ[6]
- заходами пароха о. Порфирія Мандичевського урочисто коронували ікону Матері Божої в Зарваниці.
- донька Марія Магдалина стала дружиною о. Теодора Цегельського.[7]